# Streblosa hypomalaca
Streblosa hypomalaca är en måreväxtart som beskrevs av Cornelis Eliza Bertus Bremekamp. Streblosa hypomalaca ingår i släktet Streblosa och familjen måreväxter. Inga underarter finns listade i Catalogue of Life.